# 秩父鉄道デキ200形電気機関車
秩父鉄道デキ200形電気機関車（ちちぶてつどうデキ200がたでんききかんしゃ）は、秩父鉄道に所属する直流用電気機関車である。

## 製造経緯
1964年東京オリンピックの前年、1963年（昭和38年）に建設ラッシュでセメント需要が増加したことから、貨物輸送能力強化のため、1,000 t級重量鉱石貨物列車牽引用電気機関車として以下の3両を新製した。
- デキ200形デキ201 - デキ203

1963年（昭和38年）9月日立製作所製

## 車体
車体はデキ100形と同様、中央に乗務員乗降用の貫通扉を設けた三枚折妻3枚窓構成の妻面を備える、全鋼製、全溶接構造のデッキ付箱形車体である。
もっとも、角張った印象の強かったデキ100形とは異なり、隅部などで丸みが増し、妻面左右の妻窓の上下寸法が縮小され、さらにそれらの上にひさしが付加されている。
さらに照度強化のために前照灯が1灯増設されて横並びの2灯構成になっており、大型の砲弾型に近い形状の灯具に収められて貫通扉上部に半埋め込み構造にて取付けられている。この前照灯は当初は白熱電球を使用していたが、のちに灯具はそのままで電球部分のみシールドビームに交換されている。
新造時の車体塗装は当時の秩父鉄道で標準の茶色一色を基本として裾部に白帯を入れたものであったが、デキ500形の就役開始後、順次青を基本に運転台窓下部分と車体裾部に白帯を入れた新塗装に変更されている。

## 主要機器
基本的な構成は先行形式であるデキ100形のそれを踏襲する。
ただし、本形式においてはコンパクトな50 t級D型直流機であるにもかかわらず、使用線区に存在する最急こう配4.55パーミルにて1,000 t級列車の牽き出しを要求されたことから、列車牽き出し時の重心移動に伴う軸重移動と、これによる空転の発生が警戒された。
そのため、列車牽き出し時における粘着係数27パーセントという条件の達成が求められ、静的な軸重移動補償を可能な限り機械的な手段を用いて実施することでこの条件を達成すべく、設計時点での欧米での電気機関車設計の流行を反映し、様々な新設計・新機構が導入されている。

### 主電動機
主電動機はデキ100形に搭載された日立製作所HS-277Ar（1時間定格出力200 kW）を容量増大し出力強化を実現した、日立製作所HS-277Dr（1時間定格出力230 kW）を各台車に2基ずつ吊り掛け駆動方式にて装架する。
歯数比はデキ100形デキ102 - デキ106と共通の4.05である。
この主電動機出力の増強により、定格引張力は7,700 kgから9,440 kgへの増強が実現している。定格速度は34.9 km/hである。

### 制御器
主制御器の方式そのものはデキ100形の非重連構成かつ手動加速制御による電磁空気単位スイッチ式を踏襲するが、列車牽き出し時の出力変動を最小限に抑え、空転を抑止するため、制御ノッチを従来の16段から31段へ多段化している。また、電気的な軸重移動補償のための回路も備える。

### 台車
台車は棒台枠構造の揺れ枕付きウィングばね台車を装着したデキ100形とは一変し、鋼板溶接組み立てによるL型軸梁式という他例のない野心的な構造のものを装着する（下段「三岐鉄道デキ203号」の写真も参照）。
この台車は各軸箱をL字型の軸梁の一端で支持し、この軸梁の中央を線路ぎりぎりまで高さを低くした側梁とピンで結合して関節とし、軸箱とは反対側の軸梁端部を前後の軸箱で向かい合わせに置いてその間にコイルばねを挟む、という特徴的かつ簡素な機構を備える。この台車構造により、車体と台車の間の牽引力伝達が側梁間の線路面ぎりぎりの位置に置かれた心皿で行われ、さらに列車牽き出し時の重心移動による1台車内での軸重の偏りも前後の軸梁間に横置きで挟まれたコイルばねを通じて補償・均等化される。また、こうした軸箱支持機構を採用したことから、空転時に軌条面と動輪の間へ撒砂するための砂を格納する砂箱は、一般に固定されるべき台車の側梁がL型軸梁よりも内側に位置していてそこに固定することが難しくなった。そのため、軸箱の変位に影響されない位置に固定する必要もあったことから、砂箱はL型軸梁の軸箱側先端に各1基ずつ取り付けられている。
なお、本形式は完成後に実施された試験の際にレール乾燥状態における最大粘着係数32.8パーセント、十分な撒砂状態では最大粘着係数39.2パーセントを記録、計画通り台車設計の改良・工夫のみによって、つまり機械的軸重移動補償のみによって設計時点で要求されていた性能目標を達成した。
以上の通り、この台車は機械的な手法による静的軸重補償と牽引力伝達位置の引き下げで重量列車牽き出し時などの空転防止を図ることを意図した革新的設計であり、実際にも要求性能を達成している。だがその反面、心皿以下の枕梁・側梁・軸梁・軸箱の各部品の重量がほぼ全てばね下重量となるため走行時に軌道に与える負担が多大で、しかも軸梁間に横置きのコイルばねが挟まっているため、その奥に位置する枕ばねや心皿などの保守が困難、さらに構造上両抱き式踏面ブレーキの実装が難しい、という問題があった。そのためこの台車の方式は以後の本格普及が断念され、本形式3両分で製作が終了している。

### ブレーキ
空気ブレーキとしては、ウェスティングハウス・エア・ブレーキ社設計のK-14弁を使用する、設計当時の日本の電気機関車では標準的なEL14A自動空気ブレーキを搭載する。
前述の通り、基礎ブレーキは特殊な軸梁式を採用する台車構造の制約から両抱き式踏面ブレーキとすることが難しく、制動力の劣る片押し式踏面ブレーキとされ、ブレーキシリンダーは各台車軸梁の軸箱上付近に、撒砂用砂箱は各軸箱の外側に、それぞれ搭載されている。

## 運用

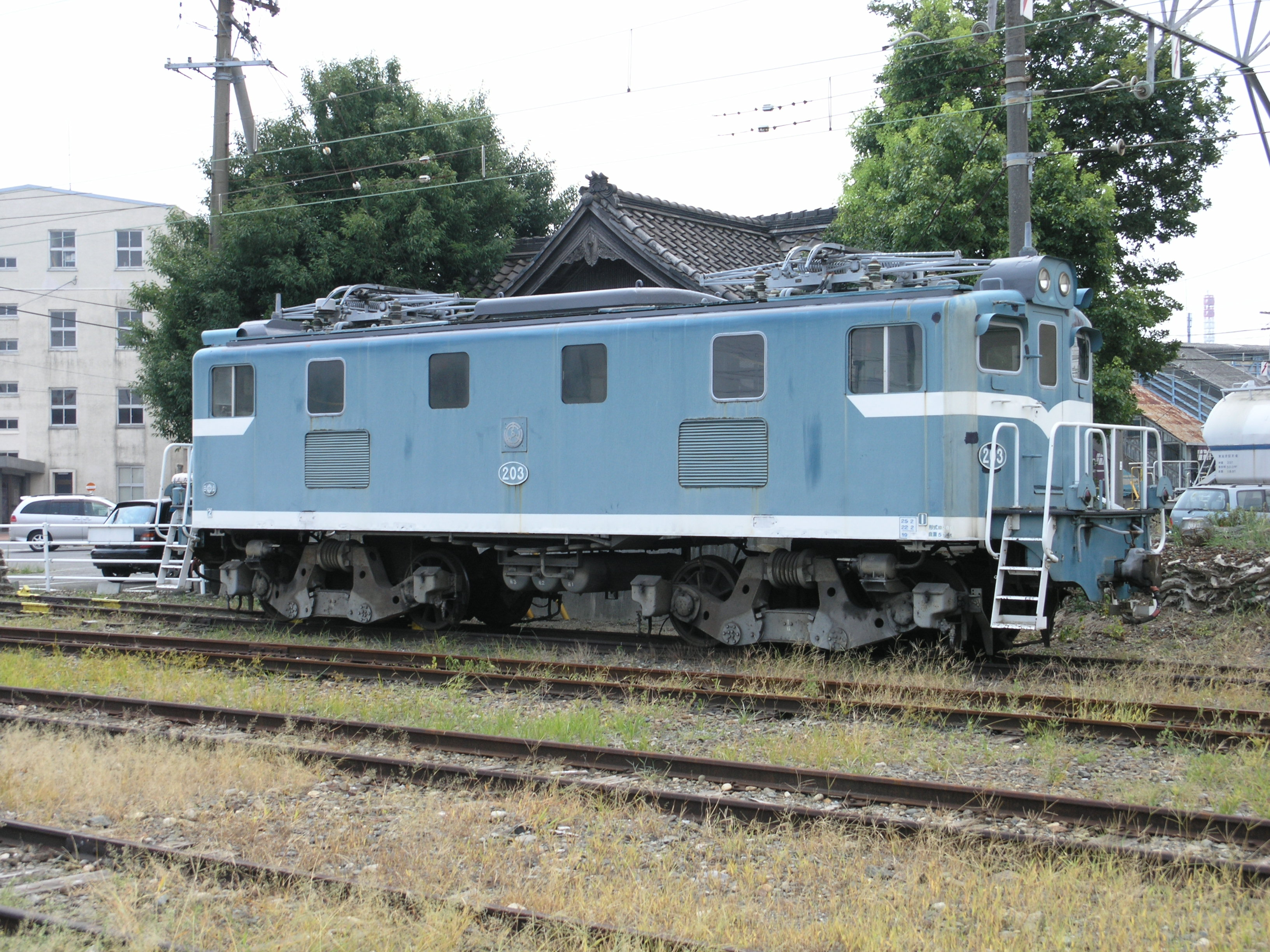
三岐鉄道デキ203号（2008年8月、富田駅構内にて）

本形式は新造以来、秩父鉄道の重量鉱石列車牽引の主力として運用された。
だが、前述したように本形式の台車は粘着性能が優秀な反面、保守が面倒で軌道負担が大きいという問題を抱えており、増備車であるデキ300形およびデキ500形では本形式で試みられた機械的な手法による軸重移動補償が断念された。
このような事情から、秩父鉄道の貨物輸送量の減少した1990年代後半、同社で貨物列車牽引用電気機関車に余剰が発生した際には、デキ300形およびデキ500形と同性能ながら問題の多かった本形式が淘汰対象に選ばれた。そのため、デキ202・デキ203が2000年（平成12年）6月30日付で除籍され、中部国際空港建設用埋立土砂輸送にともなう入換用として三岐鉄道に譲渡された。
デキ201は1996年（平成8年）にデキ101が廃車されたため、「SLパレオエクスプレス」用の12系客車と同じ深緑に金色帯の塗装に変更され、デキ101に代わる二代目のパレオエクスプレス用補助機関車となった。その後2012年（平成24年）12月にはEL長瀞宝登山初詣号の運転に合わせて「SLパレオエクスプレス」用の12系客車と同じ紅褐色基調の塗色に塗り替えられ、さらに2020年（令和2年）1月の検査時には蒸気機関車に揃えて黒単色に塗り換えられたが、デッキが警戒色となっており、車体色が黒であることを除けば、かつての東武鉄道機に酷似した雰囲気になった。塗装変更以降はパレオエクスプレスの広瀬川原（熊谷工場） - 熊谷間の牽引（回送）が主な用途だが、C58形故障時や、ごくまれに設定される多客対応の臨時客車急行では本務機として運用される。かつてはパレオエクスプレスが運休になる時期に他機と共通運用で貨物列車の牽引も行った。
一方、三岐鉄道に譲渡された2両は、秩父鉄道時代の形式称号および記号番号（デキ200形デキ202・デキ203）および塗色のまま、2000年（平成12年）7月に竣功した。この2両は重連総括制御装置やATSを装備していないため、主に三岐線東藤原駅にある太平洋セメント東藤原工場内の入換用に使用されていたが、中部国際空港建設用埋立土砂輸送の終了後は休車状態になり、2011年（平成23年）3月31日付で廃車された。